# Munksøgård
Munksøgård er et økologisk bofællesskab i Trekroner i Roskilde. Munksøgård er delt op i 5 forskellige bogrupper, der alle har deres eget beboerhus.
Munksøgård består af blandede boformer; leje-, andel- og ejerboliger.